# Province de Lusaka
La province de Lusaka est une province du sud-est de la Zambie. Elle abrite la ville éponyme et capitale du pays, Lusaka.

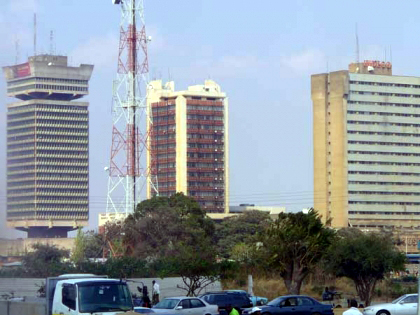
Lusaka, la capitale du pays et de la province